# Cauverville-en-Roumois
 Cauverville-en-Roumois  là một xã thuộc tỉnh Eure trong vùng Normandie miền bắc nước Pháp.